# لين كورلاند
لين كورلاند (بالإنجليزية: Lynn Kurland)‏ (2000 في الولايات المتحدة)؛ كاتِبة وروائية أمريكية.